# Pandemia de COVID-19 en Guatemala
La pandemia de COVID-19 en Guatemala, fue anunciada oficialmente el 13 de marzo de 2020 por el presidente Alejandro Giammattei.
El primer caso en ser detectado fue el de un hombre originario de Quiché había regresado de un viaje de Italia.
Actualmente Guatemala es el país que más pruebas realiza diariamente un total de 5,000 pruebas y además presenta una de las cantidades más altas de pruebas realizadas, fallecidos, casos, recuperados de la región centroamericana. 
Hasta el 31 de agosto de 2023, se contabiliza la cifra de 1 275 617 casos confirmados, 20 253 fallecidos y 1 253 711 recuperados del virus.

## Antecedentes

Número de casos (azul) y número de fallecidos (rojo) en una escala logarítmica.

El presidente de Guatemala, Alejandro Giammattei, informó el 31 de enero de 2020, la prohibición para el ingreso al país de personas procedentes de la República Popular China debido a la alerta internacional por la epidemia del COVID-19.
Entre el 12 al 13 de febrero de 2020, el Ministerio de Salud Pública y Asistencia Social -MSPAS- envió a capacitarse, en la detección molecular del SARS-CoV-2 a una especialista Química Bióloga (Licda. Miriam Barrera), a Ciudad de México. La capacitación fue organizada por la Organización Panamericana de la Salud (OPS) y el Instituto de Diagnóstico y Referencia Epidemiológicos (InDRE) de la Secretaría de Salud de México. A la capacitación asistieron virólogos de 6 países centroamericanos (Belice, Costa Rica, El Salvador, Honduras, Guatemala y Nicaragua), así como de Cuba y la República Dominicana; a la capacitación también asistieron virólogos de laboratorios de salud pública de Baja California, Jalisco y Quintana Roo con el fin de aumentar y expandir la capacidad de respuesta de México. El taller de dos días “Diagnóstico y detección por laboratorio del nuevo coronavirus SARS-CoV-2” se desarrolló de acuerdo con las recomendaciones de la OPS/OMS para garantizar la identificación y respuesta oportuna a la enfermedad ante un caso sospechoso en la región.
Los laboratorios seleccionados para la capacitación son aquellos que ya llevan adelante pruebas de influenza pues, la prueba del SARS-CoV-2 se puede implementar rápidamente utilizando las plataformas de detección molecular existentes para la influenza y otros virus respiratorios. El 25 de febrero de 2020 el presidente de Guatemala, Dr. Alejandro Eduardo Giammattei Falla declaró alerta máxima a escala nacional por la propagación del Covid-19 en países vecinos. Entre las acciones que las autoridades guatemaltecas implementaron están los controles sanitarios por los que deben pasar viajeros que lleguen al país vía aérea, marítima o terrestre. Los viajeros procedentes de Europa, China, Corea del Sur, Corea del Norte e Irán no pueden entrar a Guatemala.
El 9 de marzo de 2020 el gobierno de Guatemala decreta estado de calamidad como medida para limitar la realización de concentraciones masivas, mítines o reuniones con más de 150 personas sin haber previamente notificado al Ministerio de Salud sobre el tipo de evento a realizar, el lugar, la fecha y hora, la cantidad de participantes y el objetivo del evento. Ese mismo día, en Panamá, se informa de los primeros ocho casos y la primera muerte (el director del colegio Monseñor Francisco Beckmann, Norato González) por COVID-19, Al principio se informó que el primer caso fue una mujer de 40 años, que llegó el 8 de marzo al Aeropuerto Internacional de Tocumen, en un vuelo procedente de España y al sentirse mal al día siguiente, fue a urgencias del Complejo Hospitalario Arnulfo Arias Madrid y así fue diagnosticada; sin embargo el virus ya llevaba circulando varias semanas para que haya ocasionado la muerte de Norato González. Se cree que el caso cero es un académico que viajó a Europa el 21 de febrero, y a su regreso a Panamá, visitó al director González para darle el pésame por la muerte de su madre. La muerte de González constituye la segunda muerte por coronavirus registrada en Latinoamérica, habiendo ocurrido la primera en Argentina.
El 12 de marzo, el gobierno de Guatemala anunció que quedaba prohibido el ingreso de salvadoreños por vía aérea, marítima o terrestre al país, mientras dure el estado de calamidad pública; dicha restricción no aplica a transportistas que ingresen vía terrestre en actividades comerciales, pero deberán abandonar el país inmediatamente después de despachar o cargar la mercadería. Para este día, Iberia ya había suspendido sus vuelos a Guatemala por las restricciones de ingreso a los europeos.
| Casos de COVID-19 en Guatemala Muertes Recuperaciones Casos activos marabrmayjunjulagosepoctnovÚltimos 15 días | Casos de COVID-19 en Guatemala Muertes Recuperaciones Casos activos marabrmayjunjulagosepoctnovÚltimos 15 días | Casos de COVID-19 en Guatemala Muertes Recuperaciones Casos activos marabrmayjunjulagosepoctnovÚltimos 15 días | Casos de COVID-19 en Guatemala Muertes Recuperaciones Casos activos marabrmayjunjulagosepoctnovÚltimos 15 días | Casos de COVID-19 en Guatemala Muertes Recuperaciones Casos activos marabrmayjunjulagosepoctnovÚltimos 15 días |
| --- | --- | --- | --- | --- |
| Fecha | Fecha | | N.º de casos                                                                                                   | N.º de casos                                                                                                   |
| 13-03-2020 | 13-03-2020 | | 1(—) | 1(—) |
| 14-03-2020 | 14-03-2020 | | 1(=) | 1(=) |
| 15-03-2020 | 15-03-2020 | | 2(+100%) | 2(+100%) |
| 16-03-2020 | 16-03-2020 | | 6(+200%) | 6(+200%) |
| 17-03-2020 | 17-03-2020 | | 6(=) | 6(=) |
| 18-03-2020 | 18-03-2020 | | 8(+33%) | 8(+33%) |
| 19-03-2020 | 19-03-2020 | | 9(+12%) | 9(+12%) |
| 20-03-2020 | 20-03-2020 | | 13(+44%) | 13(+44%) |
| 21-03-2020 | 21-03-2020 | | 17(+31%) | 17(+31%) |
| 22-03-2020 | 22-03-2020 | | 19(+12%) | 19(+12%) |
| 23-03-2020 | 23-03-2020 | | 20(+5,3%) | 20(+5,3%) |
| 24-03-2020 | 24-03-2020 | | 21(+5%) | 21(+5%) |
| 25-03-2020 | 25-03-2020 | | 24(+14%) | 24(+14%) |
| 26-03-2020 | 26-03-2020 | | 25(+4,2%) | 25(+4,2%) |
| 27-03-2020 | 27-03-2020 | | 32(+28%) | 32(+28%) |
| 28-03-2020 | 28-03-2020 | | 34(+6,2%) | 34(+6,2%) |
| 29-03-2020 | 29-03-2020 | | 36(+5,9%) | 36(+5,9%) |
| 30-03-2020 | 30-03-2020 | | 36(=) | 36(=) |
| 31-03-2020 | 31-03-2020 | | 39(+8,3%) | 39(+8,3%) |
| 01-04-2020 | 01-04-2020 | | 46(+18%) | 46(+18%) |
| 02-04-2020 | 02-04-2020 | | 47(+2,2%) | 47(+2,2%) |
| 03-04-2020 | 03-04-2020 | | 50(+6,4%) | 50(+6,4%) |
| 04-04-2020 | 04-04-2020 | | 61(+22%) | 61(+22%) |
| 05-04-2020 | 05-04-2020 | | 70(+15%) | 70(+15%) |
| 06-04-2020 | 06-04-2020 | | 74(+5,7%) | 74(+5,7%) |
| 07-04-2020 | 07-04-2020 | | 80(+8,1%) | 80(+8,1%) |
| 08-04-2020 | 08-04-2020 | | 87(+8,8%) | 87(+8,8%) |
| 09-04-2020 | 09-04-2020 | | 126(+45%) | 126(+45%) |
| 10-04-2020 | 10-04-2020 | | 137(+8,7%) | 137(+8,7%) |
| 11-04-2020 | 11-04-2020 | | 153(+12%) | 153(+12%) |
| 12-04-2020 | 12-04-2020 | | 156(+2%) | 156(+2%) |
| 13-04-2020 | 13-04-2020 | | 167(+7,1%) | 167(+7,1%) |
| 14-04-2020 | 14-04-2020 | | 180(+7,8%) | 180(+7,8%) |
| 15-04-2020 | 15-04-2020 | | 196(+8,9%) | 196(+8,9%) |
| 16-04-2020 | 16-04-2020 | | 214(+9,2%) | 214(+9,2%) |
| 17-04-2020 | 17-04-2020 | | 235(+9,8%) | 235(+9,8%) |
| 18-04-2020 | 18-04-2020 | | 257(+9,4%) | 257(+9,4%) |
| 19-04-2020 | 19-04-2020 | | 289(+12%) | 289(+12%) |
| 20-04-2020 | 20-04-2020 | | 294(+1,7%) | 294(+1,7%) |
| 21-04-2020 | 21-04-2020 | | 316(+7,5%) | 316(+7,5%) |
| 22-04-2020 | 22-04-2020 | | 342(+8,2%) | 342(+8,2%) |
| 23-04-2020 | 23-04-2020 | | 384(+12%) | 384(+12%) |
| 24-04-2020 | 24-04-2020 | | 430(+12%) | 430(+12%) |
| 25-04-2020 | 25-04-2020 | | 473(+10%) | 473(+10%) |
| 26-04-2020 | 26-04-2020 | | 500(+5,7%) | 500(+5,7%) |
| 27-04-2020 | 27-04-2020 | | 530(+6%) | 530(+6%) |
| 28-04-2020 | 28-04-2020 | | 557(+5,1%) | 557(+5,1%) |
| 29-04-2020 | 29-04-2020 | | 585(+5%) | 585(+5%) |
| 30-04-2020 | 30-04-2020 | | 599(+2,4%) | 599(+2,4%) |
| 01-05-2020 | 01-05-2020 | | 644(+7,5%) | 644(+7,5%) |
| 02-05-2020 | 02-05-2020 | | 688(+6,8%) | 688(+6,8%) |
| 03-05-2020 | 03-05-2020 | | 703(+2,2%) | 703(+2,2%) |
| 04-05-2020 | 04-05-2020 | | 730(+3,8%) | 730(+3,8%) |
| 05-05-2020 | 05-05-2020 | | 763(+4,5%) | 763(+4,5%) |
| 06-05-2020 | 06-05-2020 | | 798(+4,6%) | 798(+4,6%) |
| 07-05-2020 | 07-05-2020 | | 832(+4,3%) | 832(+4,3%) |
| 08-05-2020 | 08-05-2020 | | 900(+8,2%) | 900(+8,2%) |
| 09-05-2020 | 09-05-2020 | | 967(+7,4%) | 967(+7,4%) |
| 10-05-2020 | 10-05-2020 | | 1052(+8,8%) | 1052(+8,8%) |
| 11-05-2020 | 11-05-2020 | | 1114(+5,9%) | 1114(+5,9%) |
| 12-05-2020 | 12-05-2020 | | 1199(+7,6%) | 1199(+7,6%) |
| 13-05-2020 | 13-05-2020 | | 1342(+12%) | 1342(+12%) |
| 14-05-2020 | 14-05-2020 | | 1518(+13%) | 1518(+13%) |
| 15-05-2020 | 15-05-2020 | | 1643(+8,2%) | 1643(+8,2%) |
| 16-05-2020 | 16-05-2020 | | 1763(+7,3%) | 1763(+7,3%) |
| 17-05-2020 | 17-05-2020 | | 1912(+8,5%) | 1912(+8,5%) |
| 18-05-2020 | 18-05-2020 | | 2001(+4,7%) | 2001(+4,7%) |
| 19-05-2020 | 19-05-2020 | | 2133(+6,6%) | 2133(+6,6%) |
| 20-05-2020 | 20-05-2020 | | 2265(+6,2%) | 2265(+6,2%) |
| 21-05-2020 | 21-05-2020 | | 2512(+11%) | 2512(+11%) |
| 22-05-2020 | 22-05-2020 | | 2743(+9,2%) | 2743(+9,2%) |
| 23-05-2020 | 23-05-2020 | | 3054(+11%) | 3054(+11%) |
| 24-05-2020 | 24-05-2020 | | 3424(+12%) | 3424(+12%) |
| 25-05-2020 | 25-05-2020 | | 3760(+9,8%) | 3760(+9,8%) |
| 26-05-2020 | 26-05-2020 | | 3954(+5,2%) | 3954(+5,2%) |
| 27-05-2020 | 27-05-2020 | | 4145(+4,8%) | 4145(+4,8%) |
| 28-05-2020 | 28-05-2020 | | 4348(+4,9%) | 4348(+4,9%) |
| 29-05-2020 | 29-05-2020 | | 4607(+6%) | 4607(+6%) |
| 30-05-2020 | 30-05-2020 | | 4739(+2,9%) | 4739(+2,9%) |
| 31-05-2020 | 31-05-2020 | | 5087(+7,3%) | 5087(+7,3%) |
| 01-06-2020 | 01-06-2020 | | 5336(+4,9%) | 5336(+4,9%) |
| 02-06-2020 | 02-06-2020 | | 5586(+4,7%) | 5586(+4,7%) |
| 03-06-2020 | 03-06-2020 | | 5760(+3,1%) | 5760(+3,1%) |
| 04-06-2020 | 04-06-2020 | | 6154(+6,8%) | 6154(+6,8%) |
| 05-06-2020 | 05-06-2020 | | 6485(+5,4%) | 6485(+5,4%) |
| 06-06-2020 | 06-06-2020 | | 6792(+4,7%) | 6792(+4,7%) |
| 07-06-2020 | 07-06-2020 | | 7055(+3,9%) | 7055(+3,9%) |
| 08-06-2020 | 08-06-2020 | | 7502(+6,3%) | 7502(+6,3%) |
| 09-06-2020 | 09-06-2020 | | 7866(+4,9%) | 7866(+4,9%) |
| 10-06-2020 | 10-06-2020 | | 8221(+4,5%) | 8221(+4,5%) |
| 11-06-2020 | 11-06-2020 | | 8561(+4,1%) | 8561(+4,1%) |
| 12-06-2020 | 12-06-2020 | | 8982(+4,9%) | 8982(+4,9%) |
| 13-06-2020 | 13-06-2020 | | 9491(+5,7%) | 9491(+5,7%) |
| 14-06-2020 | 14-06-2020 | | 9845(+3,7%) | 9845(+3,7%) |
| 15-06-2020 | 15-06-2020 | | 10 272(+4,3%)                                                                                                  | 10 272(+4,3%)                                                                                                  |
| 16-06-2020 | 16-06-2020 | | 10 706(+4,2%)                                                                                                  | 10 706(+4,2%)                                                                                                  |
| 17-06-2020 | 17-06-2020 | | 11 251(+5,1%)                                                                                                  | 11 251(+5,1%)                                                                                                  |
| 18-06-2020 | 18-06-2020 | | 11 868(+5,5%)                                                                                                  | 11 868(+5,5%)                                                                                                  |
| 19-06-2020 | 19-06-2020 | | 12 509(+5,4%)                                                                                                  | 12 509(+5,4%)                                                                                                  |
| 20-06-2020 | 20-06-2020 | | 12 755(+2%) | 12 755(+2%) |
| 21-06-2020 | 21-06-2020 | | 13 145(+3,1%)                                                                                                  | 13 145(+3,1%)                                                                                                  |
| 22-06-2020 | 22-06-2020 | | 13 769(+4,7%)                                                                                                  | 13 769(+4,7%)                                                                                                  |
| 23-06-2020 | 23-06-2020 | | 14 540(+5,6%)                                                                                                  | 14 540(+5,6%)                                                                                                  |
| 24-06-2020 | 24-06-2020 | | 14 819(+1,9%)                                                                                                  | 14 819(+1,9%)                                                                                                  |
| 25-06-2020 | 25-06-2020 | | 15 828(+6,8%)                                                                                                  | 15 828(+6,8%)                                                                                                  |
| 26-06-2020 | 26-06-2020 | | 16 397(+3,6%)                                                                                                  | 16 397(+3,6%)                                                                                                  |
| 27-06-2020 | 27-06-2020 | | 16 930(+3,3%)                                                                                                  | 16 930(+3,3%)                                                                                                  |
| 28-06-2020 | 28-06-2020 | | 17 409(+2,8%)                                                                                                  | 17 409(+2,8%)                                                                                                  |
| 29-06-2020 | 29-06-2020 | | 18 096(+3,9%)                                                                                                  | 18 096(+3,9%)                                                                                                  |
| 30-06-2020 | 30-06-2020 | | 19 011(+5,1%)                                                                                                  | 19 011(+5,1%)                                                                                                  |
| 01-07-2020 | 01-07-2020 | | 20 072(+5,6%)                                                                                                  | 20 072(+5,6%)                                                                                                  |
| ⋮ | | | | |
| 16-07-2020 | 16-07-2020 | | 32 939(—) | 32 939(—) |
| 17-07-2020 | 17-07-2020 | | 38 042(+15%)                                                                                                   | 38 042(+15%)                                                                                                   |
| ⋮ | | | | |
| 12-11-2020 | 12-11-2020 | | 113 543(—) | 113 543(—) |
| Fuentes: - Ministerio de Salud Pública y Asistencia Social de Guatemala MSPAS                                  | | | | |

## Estadísticas

### Gráficos

#### Total de infectados por edad y sexo
Fuente: Situación de COVID-19 en Guatemala

#### Total de muertos por sexo y edad
Fuente: Situación de COVID-19 en Guatemala

## Series de televisión para la pandemia del COVID-19
- Aprendo en Casa

## Eventos y consecuencias de importancia
El 17 de marzo, circuló a través de redes sociales un listado de las personas que están en cuarentena en sus hogares luego de haber ingresado del extranjero para descartar que estén contagiados del COVID-19. El listado contiene nombres completos, número personal de identificación, dirección de residencia y teléfono. A través del comunicado n° 37, el Ministerio de Salud indicó que «realizará las investigaciones internas correspondientes en este caso, y al momento de encontrarse los responsables, se deducirán responsabilidades administrativas o de otra índole en las instancias jurisdiccionales competentes». La cartera se disculpó públicamente con las personas que actualmente se encuentran en cuarentena en sus hogares.
El 19 de marzo de 202, A través de una carta presentada al ministro Hugo Monroy, el viceministro Danilo Estuardo Sandoval Flores renunció al cargo debido a las “condiciones de desorden” de la cartera ante la llegada del coronavirus al país. Sin embargo, el secretario de Comunicación de la Presidencia, Carlos Sandoval, dijo que el viceministro fue destituido “a petición del ministro de Salud” Hugo Monroy. En su carta de renuncia, Sandoval Flores indicó que no se han tomado en cuenta las sugerencias para poder gestionar y superar los problemas dentro del MSPAS, mientras se encuentra la crisis sanitaria. “Se me hace imposible seguir sirviendo a Guatemala bajo estas condiciones de desorden, por lo que presento mi renuncia irrevocable”, manifestó el funcionario quien cuenta en sus antecedentes el haber sido abogado defensor de uno de los implicados en lavado de dinero sustraído del Instituto Guatemalteco de Seguridad Social (IGSS).
Carlos Sandoval, secretario de Comunicación Social de la Presidencia, informó el miércoles 1 de abril de 2020 que, el presidente Alejandro Giammattei, le trasladó la información sobre la renuncia, por motivos personales, del ministro de Agricultura, Ganadería y Alimentación (MAGA), Óscar Bonilla. Fungió por 76 días en el gobierno de Giammattei. La renuncia de Bonilla se efectúa en medio de la crisis que ha generado la pandemia del COVID-19 y se suma al segundo funcionario que renuncia durante esta emergencia.
En Tapachula, cerca de la frontera con Guatemala, la organización Pueblos Sin Frontera, calcula que hay unos 70 mil indocumentados. Como tienen prohibido congregarse en parques, se esconden en la maleza de las afueras de la ciudad. Ahora que los comedores públicos han cerrado y también los comercios, les resulta difícil conseguir alimentos. Los migrantes en albergues se encuentran hacinados en carpas y no se atreven a salir para ir a trabajar pues temen terminar secuestrados. En estas circunstancias cumplir las reglas básicas para no contraer el coronavirus es prácticamente imposible.
El 5 de marzo de 2020, el presidente Giammattei decretó, junto a sus ministros, el estado de Calamidad, limitando concentraciones de personas y se prohíben toda clase de espectáculos públicos, reuniones y eventos. La medida se mantendría vigente hasta el 5 de mayo. A partir de la detección del primer caso de coronavirus en el país, el 13 de este marzo, las restricciones se incrementaron con suspensión de clases, paro laboral y suspensión de actividades no esenciales, acompañado de suspensión de transporte público, visita a reos, consultas externas en hospitales, prohibición de ingreso a extranjeros y el cierre de fronteras terrestres, aéreas y marítimas que se adoptaron por 15 días y terminarían el 31 de marzo.
El 23 de marzo de 2020, se aprobó de urgencia nacional el Decreto 9-2020, el cual establece una prórroga de 30 días más al estado de Calamidad Pública. El estado de Calamidad Pública incluye la aprobación de un fondo de emergencia de Q230 millones, el cual se podrá utilizar para las compras que se requieran para atender la emergencia del COVID-19. También se ratificó el toque de queda de 4PM a 4AM, decretado por el presidente Alejandro Giammattei por un período de ocho días, medida que inició el domingo 22 de marzo y finaliza el domingo 29 de marzo de 2020.
En cadena nacional, el presidente Alejandro Gimmattei anunció que se restringe la movilidad y circulación para los viajes de recreación familiar en todo el país durante esta Semana Santa, desde el domingo 5 de abril a las 4 de la tarde hasta el 12 de abril a medianoche. El presidente también indicó que a partir del lunes 6 de abril hasta el 13 de abril, sería prohibida la venta, expendio y consumo de bebidas alcohólicas en sitios públicos.
En conferencia de prensa, el miércoles 8 de abril de 2020, el presidente, Alejandro Giammattei indicó que, a partir del lunes 13 de abril, el uso de la mascarilla será obligatorio en todo el país; para reforzar la aplicación de esta medida se impondrán multas a las personas que sean ubicadas sin mascarilla en las calles, tiendas, mercados, lugares de trabajo y otros espacios públicos. Es obligación de los propietarios de las empresas, proporcionar a sus empleados una mascarilla.
En conferencia desde casa presidencial el presidente informó el 12 de abril, que las restricciones vigentes hasta ese día, continúan hasta el 19 de abril.

## Desarrollo de eventos durante la pandemia
El 14 de marzo de 2020, todas aquellas actividades públicas o privadas que involucren la presencia de más de cien personas fueron canceladas, lo que incluye las procesiones de Semana Santa, así como las clases a todo nivel educativo, conciertos, funciones de cine y teatro, y hasta las ferias patronales. Lo mismo para los eventos deportivos y alcoholizadas supremas. En esa misma conferencia se amplió la prohibición de ingreso para personas provenientes de Japón y entraría en vigencia la prohibición para los vuelos y las personas que vengan de visitar Estados Unidos y Canadá.
En San Pedro Sacatepéquez, hay temor por la posibilidad de que ese municipio se convierta en el epicentro de la pandemia para Guatemala pues, la víctima de COVID-19 interactuó con varios vecinos durante 10 días, él residía en la zona 2. Las autoridades de la comuna han implementado el registro de la temperatura corporal con termómetros digitales y si alguientiene fiebre se le traslada a un hospital para verificar sus condiciones de salud. Hoy San Pedro luce con pocas personas en las calles ante el temor, la mayoría de empresas han cerrado operaciones. El alcalde de la comunidad, Noé Boror, que también es médico, informó que el municipio tiene tres casos confirmados de COVID-19 por lo que, alrededor de 20 personas, de tres familias, están en cuarentena en San Pedro Sacatepéquez, Guatemala.
El 18 de marzo un avión de Copa Airlines trasladará, a las 9:46 a. m., a los guatemaltecos varados en Costa Rica a raíz del cierre de fronteras. Adicionalmente hay otro grupo de 12 guatemaltecos varados en Cusco, Perú. El 18 de marzo llegó desde San José, un grupo de 87 guatemaltecos al Aeropuerto La Aurora a las 18.30. Estaba conformado por el grupo de 36 guatemaltecos en Costa Rica y guatemaltecos que estaban en Bogotá, Colombia, y en otros países, por lo que suman 87 los retornados.
Según reportes oficiales, a fecha del 19 de marzo de 2020, hay 517 personas en cuarentena, tomando en cuenta 87 personas procedentes de Costa Rica que estuvieron varados en el Aeropuerto Internacional Juan Santamaría desde el 16 de marzo. Las personas que a fecha del 20 de marzo de 2020, han sido diagnosticadas positivo para la prueba de COVID-19 se encuentran siendo tratadas en el Hospital Nacional Especializado de Villa Nueva y según las autoridades de salud evolucionan de manera favorable.
El 21 de marzo de 2020, el gobierno de Guatemala decretó un toque de queda de 16:00 a 04:00 horas. La medida será implementada por ocho días (del 22 al 30 de marzo). A fecha del 23 de marzo, el gobierno evacúa a todos los casos de SASR-CoV-2 del Hospital Nacional Especializado de Villa Nueva y los traslada al hospital temporal en el parque de La Industria. El 24 de marzo en coferencia de prensa, el presidente informó que hay más de un mil personas en cuarentena, ya sea por contatos o por haber retornado al país. Ese mismo día el Congreso de la República aprobó los Decretos 6-2020 y 7-2020. El primero se refiere al toque de queda declarado por el Ejecutivo, el segundo es para prorrogar por 30 días más a partir del 5 de abril el estado de calamidad pública.
Para repatriar guatemaltecos varados en España, llegó el 26 de marzo de 2020 un vuelo de Wamos Air usando un Boeing 747-400, traía 41 pasajeros (ver casos vigésimo noveno, trigésimo y trigésimo primero) y en dicha aeronave partirían de regreso a Madrid más de 200 personas. Dicha aeronave salió hacia San Salvador y luego a San Pedro Sula para recoger a españoles varados. A su llegada los guatemaltecos fueron trasladados al Hospital Nacional Especializado de Villa Nueva para realizarles la prueba de detección para el SASR-CoV-2 y cumplir su tiempo de cuarentena. Para ese día 1,300 personas estaban en cuarentena.
El 27 de marzo salió, desde el Aeropuerto Internacional Las Américas, en República Dominicana, un vuelo humanitario, coordinado por el Ministerio de Relaciones Exteriores junto con representantes de la iniciativa privada; la aeronave de TAG Airlines partió con el grupo de guatemaltecos menos una, pues no se le permitió llegar al aeropuerto debido a que fue diagnosticada con COVID-19. A fecha del 26 de marzo, República Dominicana reportaba 488 casos en 22 de sus provincias. Ese mismo día el presidente informaba que Guatemala registró mil cien guatemaltecos varados en todo el mundo a causa del cierre del tráfico aéreo, pero 700 ya retornaron al país. 
A fecha del 27 de marzo, un grupo de entre 125 y 150 guatemaltecos permanecen varados en Miami, Estados Unidos, ante la cancelación de vuelos hacia territorio nacional. El Consulado de Guatemala en Maryland informó que todos aquellos connacionales que se encuentren varados en Estados Unidos, por el cierre de fronteras decretado por la emergencia del coronavirus en el mundo, pueden retornar al país a través de los dos vuelos, autorizados por el gobierno de Guatemala,.contratados con la aerolínea estadounidense, Eastern Air, programados para el 28 y 29 de marzo. Según la página de la aerolínea, el primer vuelo saldrá el 28 de marzo a las 11 de la mañana y el otro el 29; los boletos tienen un precio de US$ 598.00 Los boletos tendrán que ser costeados por cada persona..
En cuanto a alemanes varados en Guatemala, los vuelos de rescate se realizarán el 29 y 30 de marzo, así como el 1 de abril, para llevar de Guatemala a la ciudad de Frankfurt a más de 450 turistas alemanes y alrededor de 280 ciudadanos de distintos países del Viejo Continente. “Estos vuelos chárter fueron contratados por el Ministerio Federal de Relaciones Exteriores de Alemania y la organización está a cargo de la Embajada de Alemania, que coordina la labor para ciudadanos europeos con la Unión Europea”, indica el comunicado.
El 29 de marzo, el Gobierno publicó en el Diario de Centro América la ampliación del toque de queda hasta el 12 de abril del presente año, al igual que la suspensión de labores y actividades en el sector público y privado. La medida fue publicada en una edición digital extraordinaria del Diario de Centroamérica (diario oficial), en la que estableció que se mantendrá la restricción al tránsito y circulación de las personas entre las cuatro de la tarde a las cuatro de la mañana del día siguiente.
El 30 de marzo, abordó de una aeronave Airbus A350-900, de la compañía española Evelop Airlines, partieron 386 pasajeros franceses. El vuelo tomará cerca de 10 horas 20 minutos para alcanzar el Aeropuerto Charles de Gaulle en París.

### Coronavirus por Departamento de Guatemala
Datos al 4 de Agosto de 2024
|  | 19 080 |

|  | 242 |

|  | 108 771 |

|  | 9 609 |

|  | 157 |

|  | 51 192 |

|  | 13 758 |

|  | 179 |

|  | 69 756 |

|  | 3 479 |

|  | 76 |

|  | 24 036 |

|  | 2 842 |

|  | 51 |

|  | 17 798 |

|  | 4 918 |

|  | 154 |

|  | 38 751 |

|  | 5 205 |

|  | 89 |

|  | 26 805 |

|  | 2 540 |

|  | 31 |

|  | 18 463 |

|  | 2 813 |

|  | 44 |

|  | 30 759 |

|  | 4 850 |

|  | 110 |

|  | 36 923 |

|  | 4 970 |

|  | 81 |

|  | 35 305 |

|  | 4 362 |

|  | 106 |

|  | 30 783 |

|  | 5 841 |

|  | 140 |

|  | 35 540 |

|  | 9 137 |

|  | 197 |

|  | 54 984 |

|  | 5 149 |

|  | 91 |

|  | 34 562 |

|  | 5 593 |

|  | 94 |

|  | 52 743 |

|  | 4 415 |

|  | 63 |

|  | 35 784 |

|  | 9 655 |

|  | 170 |

|  | 55 380 |

|  | 3 412 |

|  | 79 |

|  | 28 358 |

|  | 3 478 |

|  | 53 |

|  | 24 416 |

|  | 2 334 |

|  | 79 |

|  | 12 235 |

|  | 2 782 |

|  | 55 |

|  | 17 895 |

|  | 7 709 |

|  | 120 |

|  | 40 622 |

### Coronavirus en Guatemala por Municipio (actualizado a marzo de 2023)
| Departamento/Municipio        | Casos Confirmados | Fallecidos Totales | Pruebas Acumuladas |
| Guatemala                     | 634 747           | 8 474              | 3 436 762          |
| ----------------------------- | ----------------- | ------------------ | ------------------ |
| Ciudad de Guatemala           | 363 459           | 4 900              | 2 113 834          |
| Mixco                         | 83 387            | 1 194              | 389 619            |
| 'Villa Nueva'                 | 51 442            | 811                | 238 091            |
| Santa Catarina Pinula         | 18 150            | 143                | 94 810             |
| San Miguel Petapa             | 17 661            | 245                | 76 917             |
| San José Pinula               | 16 059            | 128                | 78 104             |
| San Juan Sacatepéquez         | 13 553            | 182                | 78 677             |
| Chinautla                     | 13 055            | 166                | 54 844             |
| Villa Canales                 | 12 984            | 184                | 70 716             |
| 'Amatitlán'                   | 12 784            | 219                | 63 055             |
| Fraijanes                     | 11 395            | 62                 | 65 265             |
| 'Palencia'                    | 6 617             | 64                 | 28 022             |
| San Pedro Ayampuc             | 5 700             | 58                 | 28 501             |
| San Pedro Sacatepéquez        | 3 816             | 59                 | 16 584             |
| San Raymundo                  | 2 992             | 32                 | 24 045             |
| San José del Golfo            | 846               | 8                  | 4 320              |
| Chuarrancho                   | 502               | 19                 | 9 088              |
| Quetzaltenango                | 81 369            | 1 396              | 392 474            |
| Quetzaltenango                | 47 775            | 652                | 222 378            |
| 'Coatepeque'                  | 11 677            | 264                | 57 068             |
| 'La Esperanza'                | 3 289             | 53                 | 13 981             |
| Salcajá                       | 2 862             | 25                 | 11 822             |
| Cantel                        | 2 322             | 48                 | 9 380              |
| Olintepeque                   | 2 115             | 32                 | 9 691              |
| San Juan Ostuncalco           | 1 653             | 36                 | 9 056              |
| Colomba Costa Cuca            | 1 405             | 57                 | 7 619              |
| 'Génova'                      | 1 133             | 39                 | 8 787              |
| San Carlos Sija               | 1 033             | 27                 | 6 806              |
| 'San Mateo'                   | 1 032             | 20                 | 4 573              |
| Flores Costa Cuca             | 868               | 20                 | 4 545              |
| 'El Palmar'                   | 810               | 22                 | 4 502              |
| Cabricán                      | 582               | 12                 | 3 657              |
| Palestina de Los Altos        | 575               | 13                 | 3 416              |
| 'Sibilia'                     | 388               | 7                  | 2 133              |
| Zunil                         | 387               | 10                 | 2 054              |
| Concepción Chiquirichapa      | 302               | 17                 | 2 165              |
| San Martín Sacatepéquez       | 261               | 9                  | 1 965              |
| Cajolá                        | 244               | 7                  | 1 793              |
| Almolonga                     | 236               | 14                 | 1 672              |
| Huitán                        | 199               | 5                  | 1 765              |
| 'San Fracisco La Unión'       | 108               | 5                  | 948                |
| San Miguel Sigüilá            | 71                | 2                  | 525                |
| Sacatepéquez                  | 50 725            | 697                | 237 920            |
| Antigua Guatemala             | 14 308            | 181                | 80 929             |
| San Lucas Sacatepéquez        | 6 842             | 90                 | 29 500             |
| Jocotenango                   | 5 261             | 72                 | 22 973             |
| 'Ciudad Vieja'                | 4 581             | 52                 | 19 531             |
| Santiago Sacatepéquez         | 3 736             | 56                 | 15 780             |
| Sumpango                      | 3 224             | 34                 | 13 236             |
| Santa Lucía Milpas Altas      | 2 249             | 33                 | 10 063             |
| Pastores                      | 2 212             | 36                 | 9 425              |
| Alotenango                    | 1 638             | 26                 | 7 833              |
| San Bartolomé Milpas Altas    | 1 559             | 27                 | 6 125              |
| San Miguel Dueñas             | 1 467             | 30                 | 6 115              |
| Magdalena Milpas Altas        | 1 294             | 17                 | 4 549              |
| Santo Domingo Xenacoj         | 915               | 14                 | 4 001              |
| San Antonio Aguas Calientes   | 675               | 7                  | 3 407              |
| 'Santa María Jesús'           | 650               | 18                 | 3 456              |
| Santa Catarina Barahona       | 174               | 4                  | 833                |
| San Marcos                    | 39 240            | 887                | 234 276            |
| 'San Marcos'                  | 9 763             | 142                | 47 443             |
| 'San Pedro Sacatepéquez'      | 9 246             | 99                 | 34 015             |
| Malacatán                     | 2 925             | 88                 | 25 998             |
| Ayutla Tecún Umán             | 1 998             | 65                 | 16 471             |
| El Tumbador                   | 1 586             | 45                 | 8 134              |
| 'San Pablo'                   | 1 205             | 33                 | 9 524              |
| Pajapita                      | 1 134             | 33                 | 5 631              |
| 'Nuevo Progreso'              | 998               | 31                 | 5 478              |
| 'La Blanca'                   | 900               | 34                 | 4 301              |
| 'Catarina'                    | 864               | 23                 | 6 888              |
| Esquipulas Palo Gordo         | 756               | 18                 | 3 727              |
| 'Tacaná'                      | 744               | 21                 | 7 223              |
| San Rafael Pie de la Cuesta   | 679               | 19                 | 5 085              |
| San Miguel Ixtahuacán         | 627               | 15                 | 4 021              |
| San Antonio Sacatepéquez      | 613               | 13                 | 4 168              |
| Concepción Tatuapa            | 561               | 26                 | 3 527              |
| 'Tejutla'                     | 536               | 17                 | 4 330              |
| Comitancillo                  | 507               | 20                 | 6 005              |
| San José Ojetenam             | 489               | 20                 | 2 559              |
| 'La Reforma'                  | 477               | 20                 | 2 791              |
| 'San Lorenzo'                 | 450               | 19                 | 3 782              |
| Sibinal                       | 341               | 13                 | 2 758              |
| San Cristóbal Cucho           | 324               | 6                  | 2 182              |
| San José El Rodeo             | 285               | 8                  | 2 408              |
| Ocós                          | 273               | 19                 | 4 224              |
| El Quetzal                    | 245               | 13                 | 2 418              |
| 'Río Blanco'                  | 237               | 0                  | 2 010              |
| 'Tajumulco'                   | 191               | 15                 | 3 509              |
| 'Ixchinguán'                  | 139               | 6                  | 2 240              |
| Sipacapa                      | 129               | 4                  | 1 301              |
| Huehuetenango                 | 37 923            | 705                | 210 563            |
| 'Huehuetenango'               | 19 692            | 251                | 95 142             |
| Chiantla                      | 4 139             | 51                 | 16 778             |
| Santa Cruz Barillas           | 1 643             | 26                 | 12 230             |
| Aguacatán                     | 1 296             | 33                 | 6 939              |
| 'La Democracia'               | 1 039             | 26                 | 6 203              |
| Jacaltenango                  | 1 030             | 31                 | 5 985              |
| 'La Libertad'                 | 799               | 10                 | 5 667              |
| Cuilco                        | 727               | 37                 | 5 587              |
| 'San Pedro Necta'             | 666               | 12                 | 4 235              |
| San Antonio Huista            | 637               | 13                 | 3 065              |
| San Sebastián Huehuetenango   | 604               | 13                 | 2 987              |
| San Ildefonso Ixtahuacán      | 541               | 17                 | 4 886              |
| Malacatancito                 | 452               | 11                 | 2 950              |
| Nentón                        | 420               | 16                 | 2 510              |
| Unión Cantinil                | 343               | 12                 | 1 666              |
| 'Santa Eulalia'               | 339               | 6                  | 2 473              |
| San Pedro Soloma              | 286               | 12                 | 2 574              |
| 'San Juan Atitlán'            | 286               | 16                 | 1 812              |
| San Rafael La Independencia   | 286               | 12                 | 2 022              |
| Colotenango                   | 281               | 16                 | 1 594              |
| Santa Ana Huista              | 271               | 9                  | 1 452              |
| San Juan Ixcoy                | 258               | 9                  | 3 458              |
| 'Santa Bárbara'               | 237               | 9                  | 1 623              |
| Petatán                       | 206               | 3                  | 1 222              |
| 'Tectitlán'                   | 192               | 8                  | 1 587              |
| San Rafael Pétzal             | 192               | 4                  | 1 999              |
| Todos Santos Cuchumatán       | 181               | 9                  | 2 418              |
| San Mateo Ixtatán             | 181               | 4                  | 3 295              |
| San Miguel Acatán             | 167               | 6                  | 1 640              |
| San Sebastián Coatán          | 157               | 2                  | 1 647              |
| Santiago Chimaltenango        | 136               | 6                  | 1 627              |
| San Gaspar Ixchil             | 117               | 5                  | 534                |
| Concepción Huista             | 91                | 10                 | 623                |
| Escuintla                     | 37 715            | 1 126              | 242 252            |
| 'Escuintla'                   | 14 645            | 419                | 90 258             |
| Santa Lucía Cotzumalguapa     | 3 953             | 158                | 34 061             |
| Tiquisate                     | 3 293             | 90                 | 17 045             |
| Palín                         | 2 905             | 86                 | 17 149             |
| 'Puerto San José'             | 2 354             | 84                 | 15 763             |
| La Gomera                     | 2 237             | 57                 | 15 541             |
| Masagua                       | 1 855             | 48                 | 12 725             |
| 'Nueva Concepcion'            | 1 633             | 62                 | 7 278              |
| Siquinalá                     | 1 228             | 31                 | 7 320              |
| San Vicente Pacaya            | 1 124             | 21                 | 5 697              |
| 'La Democracia'               | 900               | 24                 | 6 236              |
| Iztapa                        | 557               | 10                 | 3 126              |
| Guanagazapa                   | 539               | 13                 | 4 841              |
| Sipacate                      | 451               | 15                 | 5 160              |
| Chimaltenango                 | 37 096            | 649                | 175 670            |
| 'Chimaltenango'               | 13 257            | 217                | 58 069             |
| Tecpán Guatemala              | 2 925             | 85                 | 15 467             |
| El Tejar                      | 2 700             | 25                 | 10 686             |
| San Martín Jilotepeque        | 2 613             | 41                 | 15 389             |
| Zaragoza                      | 2 593             | 40                 | 8 254              |
| San Juan Comalapa             | 1 947             | 40                 | 9 419              |
| Patzún                        | 1 758             | 58                 | 11 887             |
| Patzicía                      | 1 740             | 29                 | 7 119              |
| San Andrés Itzapa             | 1 641             | 21                 | 7 750              |
| Parramos                      | 1 469             | 22                 | 6 035              |
| 'Acatenango'                  | 1 140             | 19                 | 5 764              |
| 'San Pedro Yepocapa'          | 1 068             | 16                 | 5 574              |
| Santa Cruz Balanyá            | 713               | 7                  | 3 253              |
| 'San José Poaquil'            | 668               | 11                 | 5 026              |
| 'Santa Apolonia'              | 491               | 8                  | 2 878              |
| Pochuta                       | 330               | 8                  | 2 889              |
| Alta Verapaz                  | 32 611            | 405                | 213 855            |
| Cobán                         | 14 422            | 165                | 68 773             |
| San Pedro Carchá              | 4 341             | 47                 | 30 197             |
| Santa Cruz Verapaz            | 1 869             | 23                 | 10 643             |
| Tactic                        | 1 782             | 19                 | 9 841              |
| San Juan Chamelco             | 1 714             | 21                 | 7 828              |
| 'San Cristobal Verapaz'       | 1 325             | 24                 | 9 757              |
| Chisec                        | 1 052             | 20                 | 10 639             |
| 'Fray Bartolomé de las Casas' | 1 046             | 20                 | 4 126              |
| Panzós                        | 901               | 9                  | 8 613              |
| Raxruhá                       | 711               | 16                 | 4 544              |
| Senahú                        | 695               | 8                  | 12 089             |
| Chahal                        | 584               | 4                  | 6 710              |
| Santa María Cahabón           | 507               | 6                  | 9 955              |
| 'La Tinta'                    | 457               | 11                 | 6 645              |
| Tucurú                        | 426               | 6                  | 5 529              |
| Tamahú                        | 422               | 1                  | 3 674              |
| Lanquín                       | 352               | 5                  | 4 511              |
| Petén                         | 29 127            | 675                | 185 569            |
| 'San Benito'                  | 5 809             | 154                | 25 448             |
| 'Flores'                      | 4 403             | 87                 | 21 990             |
| Poptún                        | 4 007             | 69                 | 19 757             |
| 'La Libertad'                 | 3 098             | 86                 | 22 965             |
| Sayaxché                      | 2 931             | 63                 | 33 645             |
| 'Las Cruces'                  | 1 286             | 31                 | 12 101             |
| 'San Luis'                    | 1 284             | 33                 | 8 902              |
| Melchor de Mencos             | 1 199             | 31                 | 8 291              |
| 'San Francisco'               | 1 161             | 23                 | 5 899              |
| 'Dolores'                     | 1 016             | 24                 | 8 243              |
| 'Santa Ana'                   | 959               | 32                 | 6 617              |
| 'San Andrés'                  | 930               | 10                 | 5 860              |
| 'El Chal'                     | 731               | 15                 | 4 343              |
| 'San José'                    | 311               | 15                 | 1 791              |
| Quiché                        | 28 480            | 463                | 245 255            |
| Santa Cruz del Quiché         | 9 093             | 99                 | 39 243             |
| Nebaj                         | 2 932             | 59                 | 44 602             |
| Chichicastenango              | 2 073             | 65                 | 15 371             |
| Ixcán                         | 2 040             | 36                 | 22 983             |
| Joyabaj                       | 1 755             | 26                 | 16 024             |
| Uspantán                      | 1 333             | 28                 | 11 119             |
| Zacualpa                      | 1 142             | 16                 | 10 083             |
| Sacapulas                     | 1 048             | 28                 | 7 754              |
| San Andrés Sajcabajá          | 948               | 11                 | 7 486              |
| Chajul                        | 938               | 7                  | 22 377             |
| Cunén                         | 905               | 18                 | 4 757              |
| Chicamán                      | 881               | 10                 | 7 093              |
| San Juan Cotzal               | 727               | 12                 | 13 749             |
| Chinique                      | 502               | 12                 | 3 702              |
| Canillá                       | 479               | 5                  | 2 601              |
| Chiché                        | 469               | 6                  | 4 290              |
| Pachalum                      | 465               | 6                  | 3 186              |
| San Pedro Jocopilas           | 279               | 7                  | 3 825              |
| San Antonio Ilotenango        | 233               | 7                  | 2 647              |
| San Bartolomé Jocotenango     | 145               | 2                  | 2 260              |
| Patzité                       | 73                | 3                  | 530                |
| Jutiapa                       | 26 077            | 441                | 163 259            |
| 'Jutiapa'                     | 9 420             | 167                | 63 466             |
| Asunción Mita                 | 4 185             | 73                 | 21 585             |
| 'El Progreso'                 | 2 479             | 35                 | 11 693             |
| Santa Catarina Mita           | 1 386             | 24                 | 5 488              |
| Moyuta                        | 1 262             | 19                 | 6 948              |
| 'Quesada'                     | 1 099             | 18                 | 5 280              |
| Jalpatagua                    | 1 091             | 13                 | 5 415              |
| 'Agua Blanca'                 | 985               | 14                 | 4 017              |
| 'Atescastempa'                | 909               | 24                 | 4 424              |
| Yupiltepeque                  | 560               | 17                 | 3 792              |
| Conguaco                      | 522               | 6                  | 5 908              |
| 'Comapa'                      | 515               | 9                  | 3 635              |
| San José Acatempa             | 500               | 8                  | 3 882              |
| 'Jerez'                       | 362               | 5                  | 1 822              |
| Pasaco                        | 296               | 4                  | 1 553              |
| 'Zapotitlán'                  | 280               | 3                  | 3 086              |
| 'El Adelanto'                 | 221               | 1                  | 1 995              |
| Suchitepéquez                 | 25 934            | 643                | 166 241            |
| Mazatenango                   | 10 038            | 206                | 55 666             |
| San Antonio Suchitepéquez     | 2 347             | 64                 | 14 014             |
| Cuyotenango                   | 1 970             | 53                 | 13 632             |
| Chicacao                      | 1 549             | 47                 | 9 352              |
| San Francisco Zapotitlán      | 1 495             | 39                 | 7 801              |
| Samayac                       | 1 112             | 27                 | 7 527              |
| Patulul                       | 1 049             | 30                 | 8 368              |
| Santo Domingo Suchitepéquez   | 981               | 29                 | 8 486              |
| 'San Bernadino'               | 679               | 14                 | 4 149              |
| 'Río Bravo'                   | 650               | 17                 | 5 726              |
| Santo Tomás La Unión          | 565               | 16                 | 2 972              |
| 'Santa Bárbara'               | 548               | 12                 | 6 498              |
| San Pablo Jocapilas           | 516               | 20                 | 3 361              |
| 'San José El Idolo'           | 417               | 8                  | 3 273              |
| Zunilito                      | 414               | 14                 | 2 102              |
| San José La Máquina           | 396               | 9                  | 3 843              |
| 'San Gabriel'                 | 341               | 12                 | 2 262              |
| 'San Lorenzo'                 | 311               | 6                  | 2 850              |
| 'Pueblo Nuevo'                | 248               | 8                  | 1 849              |
| San Miguel Panán              | 148               | 5                  | 1 176              |
| 'San Juan Bautista'           | 117               | 3                  | 1 174              |
| Izabal                        | 24 973            | 616                | 128 996            |
| Puerto Barrios                | 13 424            | 330                | 65 629             |
| 'Morales'                     | 5 835             | 176                | 26 742             |
| 'Los Amates'                  | 2 033             | 33                 | 10 639             |
| El Estor                      | 1 960             | 38                 | 11 020             |
| 'Livingston'                  | 1 707             | 39                 | 15 011             |
| Zacapa                        | 23 708            | 510                | 129 950            |
| 'Zacapa'                      | 8 799             | 189                | 51 121             |
| Gualán                        | 3 258             | 76                 | 13 523             |
| 'Río Hondo'                   | 2 521             | 59                 | 12 146             |
| Teculután                     | 2 182             | 37                 | 12 196             |
| Estanzuela                    | 1 574             | 34                 | 8 920              |
| 'Cabañas'                     | 1 357             | 22                 | 8 486              |
| Usumatlán                     | 1 352             | 23                 | 7 001              |
| 'La Unión'                    | 962               | 24                 | 5 173              |
| 'San Jorge'                   | 700               | 23                 | 4 723              |
| Huité                         | 633               | 11                 | 4 225              |
| 'San Diego'                   | 363               | 12                 | 2 497              |
| Chiquimula                    | 22 002            | 402                | 118 667            |
| 'Chiquimula'                  | 9 831             | 191                | 50 478             |
| Esquipulas                    | 3 012             | 57                 | 15 214             |
| Ipala                         | 2 232             | 33                 | 10 838             |
| 'Quetzaltepeque'              | 1 224             | 20                 | 5 267              |
| Jocotán                       | 1 169             | 19                 | 9 965              |
| Concepción Las Minas          | 918               | 16                 | 3 622              |
| Camotán                       | 900               | 18                 | 9 194              |
| 'San Jacinto'                 | 807               | 25                 | 3 984              |
| San Juan Ermita               | 798               | 9                  | 4 427              |
| 'San José La Arada'           | 616               | 10                 | 2 796              |
| Olopa                         | 492               | 4                  | 2 980              |
| Retalhuleu                    | 20 181            | 348                | 163 634            |
| 'Retalhuleu'                  | 8 151             | 142                | 59 443             |
| 'San Felipe'                  | 2 487             | 44                 | 16 002             |
| San Andrés Villa Seca         | 1 870             | 37                 | 21 805             |
| El Asintal                    | 1 549             | 31                 | 13 388             |
| 'Nuevo San Carlos'            | 1 516             | 20                 | 10 204             |
| 'San Sebastián'               | 1 400             | 15                 | 12 332             |
| San Martín Zapotitlán         | 1 226             | 18                 | 8 829              |
| Champerico                    | 1 092             | 31                 | 11 925             |
| Santa Cruz Muluá              | 885               | 10                 | 9 788              |
| Santa Rosa                    | 18 377            | 277                | 118 793            |
| Cuilapa                       | 3 326             | 41                 | 19 642             |
| Barberena                     | 2 702             | 42                 | 16 080             |
| Chiquimulilla                 | 1 989             | 29                 | 15 938             |
| Nueva Santa Rosa              | 1 692             | 31                 | 9 404              |
| Casillas                      | 1 309             | 16                 | 7 501              |
| 'Oratorio'                    | 1 297             | 19                 | 7 223              |
| Santa María Ixhuatán          | 981               | 10                 | 6 318              |
| Taxisco                       | 896               | 26                 | 6 133              |
| Santa Cruz Naranjo            | 896               | 12                 | 5 278              |
| San Rafael Las Flores         | 812               | 12                 | 4 616              |
| Pueblo Nuevo Viñas            | 791               | 12                 | 9 244              |
| Guazacapán                    | 765               | 9                  | 4 067              |
| Santa Rosa de Lima            | 660               | 17                 | 5 517              |
| San Juan Tecuaco              | 257               | 1                  | 1 982              |
| El Progreso                   | 18 366            | 325                | 98 866             |
| Guastatoya                    | 5 212             | 89                 | 23 335             |
| Sanarate                      | 4 544             | 66                 | 22 494             |
| San Agustín Acasaguastlán     | 2 893             | 74                 | 19 406             |
| San Antonio La Paz            | 1 883             | 27                 | 10 128             |
| El Jícaro                     | 1 273             | 21                 | 8 805              |
| 'Morazán'                     | 1 195             | 33                 | 5 320              |
| Sansare                       | 686               | 5                  | 5 086              |
| 'San Cristóbal Acasguastlán'  | 642               | 10                 | 3 880              |
| Totonicapán                   | 15 978            | 384                | 119 070            |
| 'Totonicapán'                 | 8 458             | 221                | 59 989             |
| Momostenango                  | 2 849             | 55                 | 21 634             |
| San Cristóbal Totonicapán     | 2 379             | 54                 | 14 363             |
| San Francisco El Alto         | 973               | 26                 | 11 023             |
| 'San Bartolo Aguas Calientes' | 429               | 9                  | 2 884              |
| Santa María Chiquimula        | 409               | 9                  | 4 501              |
| San Andrés Xecul              | 328               | 5                  | 3 568              |
| Santa Lucía La Reforma        | 142               | 5                  | 1 167              |
| Jalapa                        | 13 154            | 207                | 74 412             |
| 'Jalapa'                      | 7 284             | 125                | 41 745             |
| 'Monjas'                      | 1 631             | 25                 | 7 905              |
| San Luis Jilotepeque          | 1 421             | 18                 | 8 746              |
| Mataquescuintla               | 1 090             | 22                 | 5 993              |
| San Pedro Pinula              | 932               | 13                 | 5 295              |
| San Manuel Chaparrón          | 569               | 2                  | 2 654              |
| San Carlos Alzatate           | 230               | 2                  | 2 177              |
| Sololá                        | 10 511            | 369                | 52 495             |
| 'Sololá'                      | 3 199             | 91                 | 16 397             |
| Panajachel                    | 1 858             | 55                 | 6 701              |
| Nahualá                       | 969               | 51                 | 5 433              |
| San Lucas Tolimán             | 829               | 31                 | 3 996              |
| Santiago Atitlán              | 791               | 32                 | 4 295              |
| San Andrés Semetabaj          | 562               | 25                 | 2 050              |
| Santa Lucía Utatlán           | 537               | 20                 | 2 450              |
| Santa Catarina Ixtahuacán     | 484               | 22                 | 3 938              |
| San Pedro La Laguna           | 324               | 7                  | 1 911              |
| San Juan La Laguna            | 312               | 6                  | 1 346              |
| San José Chacayá              | 159               | 8                  | 779                |
| San Antonio Palopó            | 146               | 11                 | 733                |
| Santa Clara La Laguna         | 119               | 4                  | 644                |
| Santa María Visitación        | 68                | 2                  | 357                |
| Santa Catarina Palopó         | 63                | 0                  | 391                |
| Santa Cruz La Laguna          | 31                | 1                  | 303                |
| San Pablo La Laguna           | 19                | 1                  | 253                |
| San Marcos La Laguna          | 14                | 2                  | 181                |
| 'Concepción'                  | 13                | 0                  | 123                |
| Baja Verapaz                  | 8 965             | 181                | 53 711             |
| Salamá                        | 4 375             | 76                 | 25 144             |
| 'San Jerónimo'                | 1 617             | 22                 | 8 767              |
| San Miguel Chicaj             | 1 036             | 30                 | 7 133              |
| Granados                      | 696               | 8                  | 3 992              |
| Rabinal                       | 619               | 27                 | 4 050              |
| Purulhá                       | 309               | 3                  | 2 156              |
| Cubulco                       | 190               | 12                 | 1 704              |
| 'Santa Cruz El Chol'          | 111               | 3                  | 653                |
| Guatemala                     | 1 240 080         | 20 183             | 7 017 755          |

### Agresiones
El secretario de comunicación social de la Presidencia, Carlos Sandoval, indicó que algunas personas en cuarentena vigilada o pacientes que se han recuperado del coronavirus han recibido amenazas de muerte por parte de vecinos. Según indicó, hay una denuncia en el Ministerio Público, de un paciente recuperado que, tras ser dado de alta y haber regresado a su casa, vecinos le lanzaron piedras a la vivienda. Además, señaló que en el caso de las personas que están en cuarentena -más de 11 mil según cifras del Ministerio de Salud- han sido víctimas de mensajes negativos en redes sociales, para ellos y sus familiares.

### Referente a hospitales
- Traslado de pacientes desde el Hospital Nacional Especializado de Villa Nueva hasta el Hopital de Campaña Parque de la Industria

El Ministerio de Salud dio a conocer el 30 de marzo que en el transcurso de este día un total de 15 pacientes que están en el Hospital Nacional Especializado de Villa Nueva serían trasladados al hospital temporal del Parque de la Industria.Sin embargo, el Ministerio no aclara si esas personas son de las que han dado positivo por COVID-19 o si son personas que están en cuarentena.
- El regreso del Hospifer (Hospital de Campaña Ciudad de Guatemala en el Parque de la Industria)

A raíz que el terremoto del 4 de febrero de 1976 destruyera el Hospital General San Juan de Dios, se habilita en los salones de exposición del Parque de la Industria (conocido entonces como Parque Centroamérica), las instalaciones temporales del Hospital General San Juan de Dios que permaneció funcionando ahí hasta 1983 cuando se termina la obra pública de su re-edificación. El gobierno del Dr. Alejandro Giamateii ha empezado los trabajos de habilitación de un centro para la atención en los salones del parque donde, trabajan decenas de personas y entidades, entre ellas, personal del batallón de construcción del Cuerpo de Ingenieros del Ejército, quienes realizan las adecuaciones necesarias dirigidos por personal del Ministerio de Salud, con la idea de habilitarlo como hospital cuanto antes; tendrá una capacidad instalada de 319 camas distribuidas en áreas de evaluación y diagnóstico, intensivo y recuperación. Cuarenta y ocho son para intensivo. La construcción tiene un valor de más de 7 millones de quetzales (US$ 1 millón) donados por el Banco Centroamericano de Integración Económica.
La embajada de Taiwán en Guatemala dio aporte en equipo y también los recursos para iniciar la construcción de otros hospitales. El segundo hospital de campaña estará ubicado en el campo donde se realiza la feria de Quetzaltenango, el tercero en Puertos Barrios y uno más en la Costa Sur.
- El Hospital de Campaña en los campos de la feria de Quetzaltenango

En el Centro de Ferias y Mercadeo de Quetzaltenango -Cefemerq- se inauguró el 2 de abril de 2020, el Hospital de Campaña de Quetzaltenango llamado Hospital Temporal COVID-19 Quetzaltenango. Todo el equipo médico y materiales fueron donados por la Corporación Multi Inversiones (CMI). Dicho hospital contará con 12 camas de cuidados intensivos, cada una con su respectivo ventilador mecánico para respiración artificial.
- El Hospital de Campaña en Santa Lucía Cotzumalguapa

El presidente Giammattei visitó el 12 de abril de 2020 el terreno para la construcción de un nuevo hospital temporal para tratar el COVID-19. El terreno, ubicado en el km 92.5 de la ruta a Santa Lucía Cotzumalguapa, pertenece al Centro Guatemalteco de Investigación y Capacitación de la Caña (Cengicana) y fue prestado en usufructo. El sector azucarero también entregó un aporte de US1 millón para el equipo médico, informó Miguel Martínez, director de Centro de Gobierno.

## Vacunación
Guatemala ha desarrollado una campaña de vacunación en cuatro fases que incluyen el siguiente orden de prioridad: (1) profesionales de la salud, (2a) personas mayores de 70 años, (2b) personas mayores de 50 años, (3) trabajadores esenciales, (4) personas mayores de 18 años. Cada fase se clasifica en subgrupos más específicos. Guatemala se encuentra entre los países con el programa  más lento en Centroamérica. Hasta el 21 de junio de 2021, Guatemala ha administrado 3,37 dosis por cada 100 personas. Al igual que otros países de la región, el país ha recibido 403.000 dosis de vacunas a través del mecanismo COVAX, una iniciativa global que tiene como objetivo el acceso equitativo a las vacunas que combaten el Covid-19. Además de esto, Guatemala ha recibido donaciones de Israel, India y Rusia, sumando un total de 658.200 dosis, de las cuales el 90% pertenecen a  la vacuna Covishield de AstraZeneca. Sin embargo, a finales de mayo de 2021 sólo se han administrado 429.959 dosis. Al igual que Honduras, Nicaragua y Paraguay, Guatemala no es receptora de donaciones de vacunas de China, ya que tiene lazos diplomáticos con Taiwán. A falta de la preparación de las condiciones de almacenamiento y de efectiva administración por parte del gobierno, el proceso de vacunación ha sido lento, y en consecuencia se prevé el caducamiento de algunas dosis para junio del 2021.